# Шуварда
Шуварда — река в России, протекает в Каменском районе Пензенской области. Правый приток реки Атмис.

## География
Река Шуварда берёт начало у посёлка Радуга. Течёт на юго-запад по открытой местности. Устье реки находится северо-западнее села Головинщино в 51 км по правому берегу реки Атмис. Длина реки составляет 25 км, площадь водосборного бассейна — 306 км².

## Данные водного реестра
По данным государственного водного реестра России относится к Окскому бассейновому округу, водохозяйственный участок реки — Мокша от истока до водомерного поста города Темников, речной подбассейн реки — Мокша. Речной бассейн реки — Ока.
По данным геоинформационной системы водохозяйственного районирования территории РФ, подготовленной Федеральным агентством водных ресурсов:
- Код водного объекта в государственном водном реестре — 09010200112110000027001
- Код по гидрологической изученности (ГИ) — 110002700
- Код бассейна — 09.01.02.001
- Номер тома по ГИ — 10
- Выпуск по ГИ — 0